# ملاحت
ملاحت (به لاتین: Mollahat) یک منطقهٔ مسکونی در بنگلادش است که در ناحیه باگرهات واقع شده‌است. ملاحت ۱۸۷٫۸۸ کیلومتر مربع مساحت و ۱۱۶٬۷۲۹ نفر جمعیت دارد.